# Jaroslaw-Hof

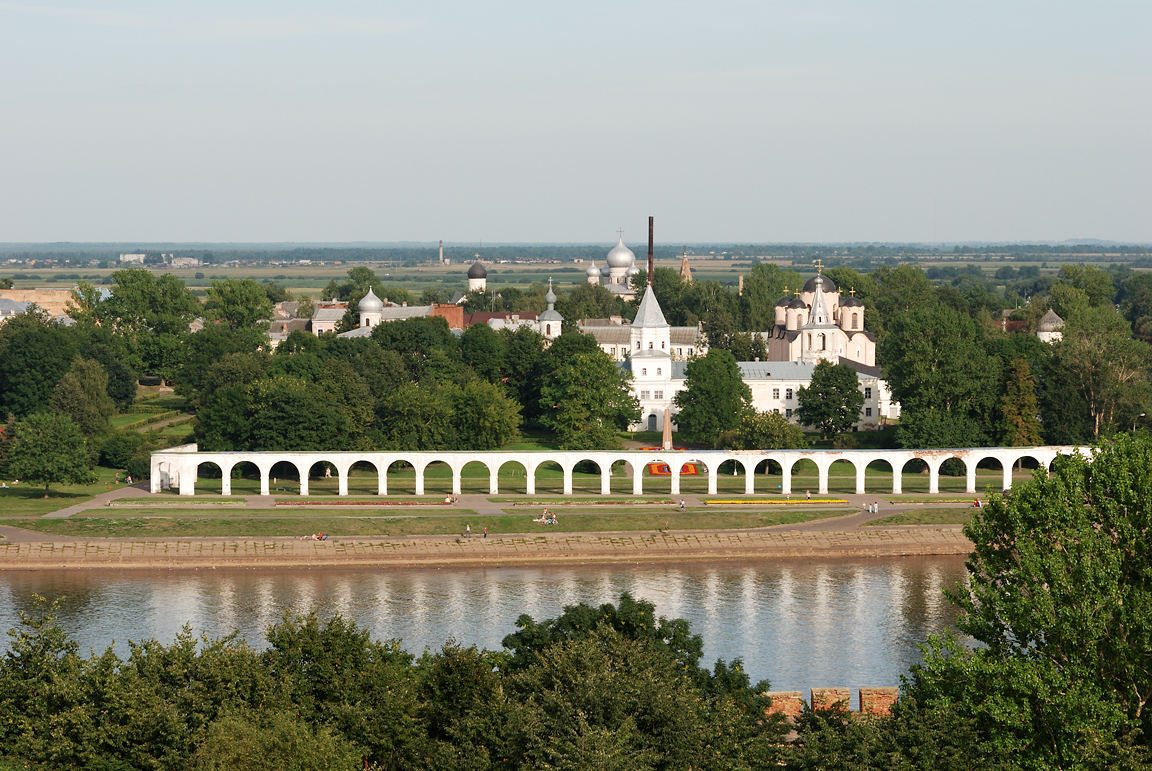
Jaroslaw-Hof und Markt

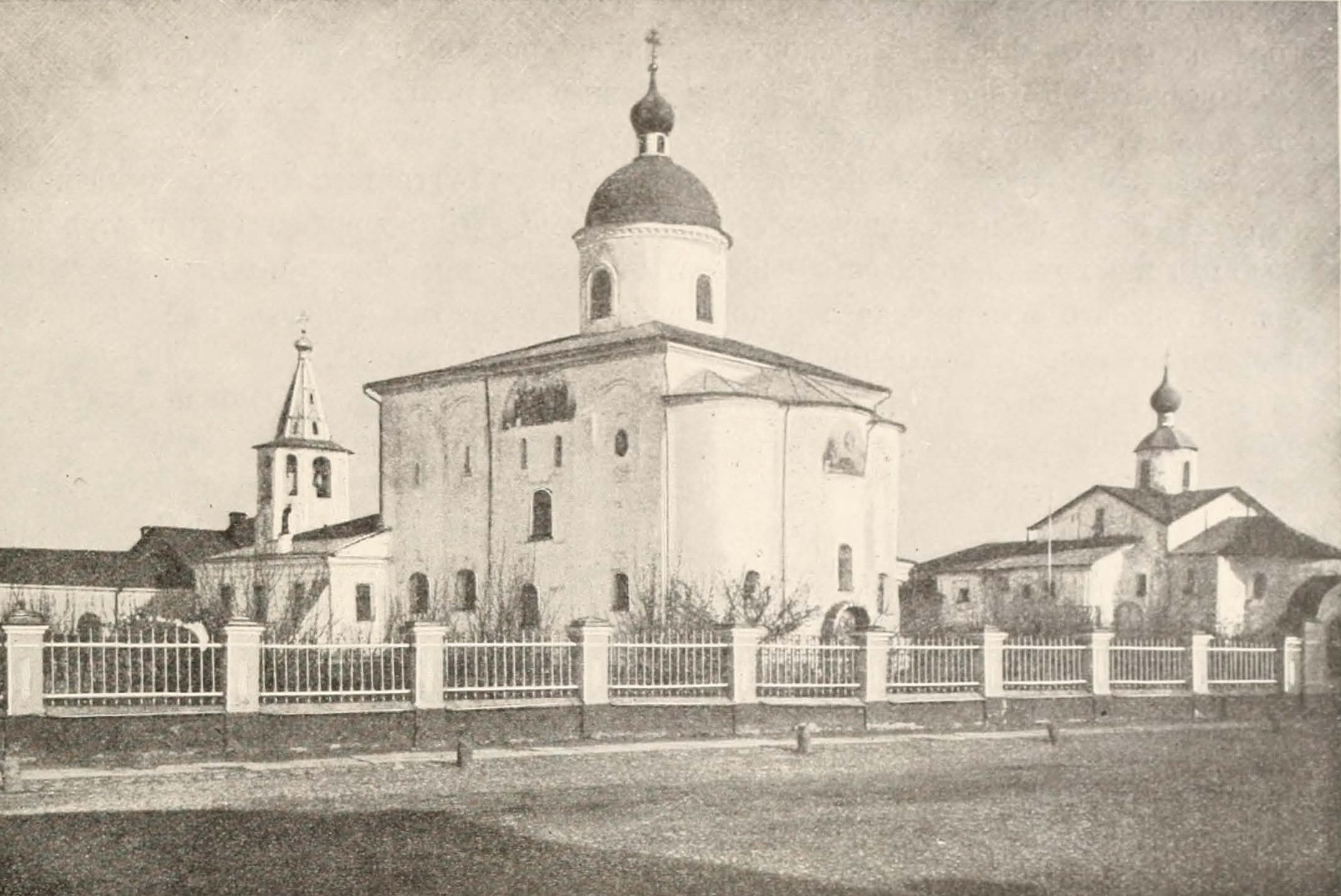
Jaroslaw-Hof, Ende des 19. Jahrhunderts

Der Jaroslaw-Hof (russisch Ярославово Дворище, bis zum 14. Jahrhundert Ярославль двор) ist ein Gebiet in der Altstadt von Nowgorod. Es gehört zum Weltkulturerbe der UNESCO.

## Lage

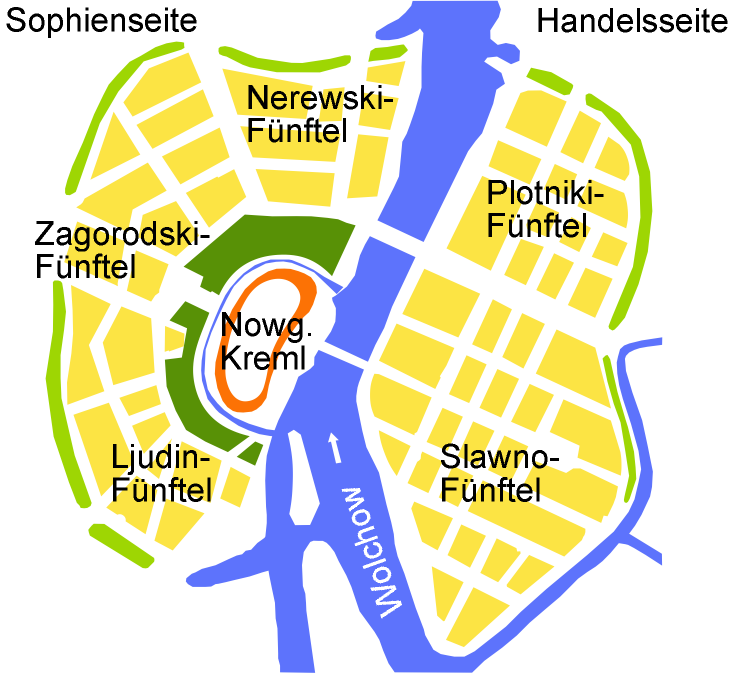
Nowgorod im Mittelalter

Der Jaroslaw-Hof befand sich auf der Handelsseite östlich des Wolchow. Im Norden grenzte er an den Alten Markt und den Peterhof, im Süden an den Gotenhof.
Mittelalterliche Gebäude des Jaroslaw-Hofes sind nicht erhalten. Auf dem Gelände von Jaroslaw-Hof und Markt (Ярославово Дворище и Торг) stehen heute die Nikolai-Kathedrale (Никольский собор на Дворище), der Glockenturm der Nikolai-Kathedrale (Колокольня Никольского собора), die Paraskewa-Kirche (Церковь Параскевы-Пятницы на Торгу), die Johanneskirche (Церковь Иоанна Предтечи на Опоках), die Mariä-Entschlafens-Kirche (Церковь Успения Пресвятой Богородицы на Торгу), die Kirche der myrrhetragenden Frauen (Церковь Жен Мироносиц), die Prokopius-Kirche (Церковь Прокопия), die Georgenkirche (Церковь Георгия на Торгу), der Turm des Gostinyj dwor (Воротная башня Гостинного двора) und die Arkaden des Gostinyj dwor (Аркада Гостиного двора).

## Geschichte
Die Entstehung, Funktion und Aussehen des ursprünglichen Jaroslaw-Hofes sind unklar. Archäologische Zeugnisse konnten bisher nicht gefunden werden. Wahrscheinlich wurde der Hof um 990 von Jaroslaw dem Weisen gegründet. Nowgorod war in dieser Zeit in der Nähe der Burg Holmgard entstanden.
1136 übernahm die Wetsche in Nowgorod die Macht. Sie untersagte den Fürsten, Besitz in der Stadt zu haben.
Zum Jahr 1149 wurde der Jaroslaw-Hof erstmals schriftlich erwähnt. Seitdem war er Versammlungsort der Wetsche neben der Nikolaikathedrale.
1478 forderte Iwan III. den Jaroslaw-Hof als sein Eigentum zurück. Seit dieser Zeit war der Hof Sitz der Statthalter von Nowgorod. 1572 wurden unter Iwan IV. neue Gebäude errichtet.
Im 17. und 18. Jahrhundert wurde der Gostinyj dwor gebaut. 1771 wurde für die Krönung von Katharina II. der Putewoi-Palast gebaut.